# Vlag van Middlesex

Vlag van Middlesex

De vlag van Middlesex is de vlag van het Engelse graafschap Middlesex. Het is de traditionele vlag van Middlesex, het traditionele graafschap dat het centrale en noordwestelijke deel van Groot-Londen vormt. Dit traditionele ontwerp is opgenomen in het vlaggenregister van het Flag Institute als de vlag van Middlesex. De vlag is gelijk aan het wapen van de voormalige Middlesex County Council, die in 1965 werd opgeheven. Hoewel dergelijke vaandels van county-wapens wettelijk niet algemeen beschikbaar zijn voor openbaar gebruik, werd een soortgelijk ontwerp met Angelsaksische Saxen eeuwenlang traditioneel gebruikt als plaatselijk insigne in Middlesex en het naburige Essex. De gebruikte kleuren zijn rood (PMS 485), wit en geel (PMS 116).